# Jean-Marie Binetruy
Pour les articles homonymes, voir Binétruy.
Jean-Marie Binetruy, né le 17 juillet 1946 à Villers-le-Lac (Doubs), est un homme politique français. Il est député de la 5e circonscription du Doubs de 2002 à 2012 en tant que membre de l'Union pour un mouvement populaire (UMP).

## Biographie
Il est élu député le 16 juin 2002, pour la XIIe législature (2002-2007), dans la 5e circonscription du Doubs, il est réélu en mars 2007 dans cette même circonscription. Il fait partie du groupe UMP. Il était professeur de lettres au lycée polyvalent de Morteau.

## Synthèse des mandats
- 14/03/1983 - 19/03/1989 : membre du conseil municipal de Morteau (Doubs)
- 20/03/1989 - 18/06/1995 : adjoint au maire de Morteau (Doubs)
- 19/06/1995 - 18/03/2001 : maire de Morteau (Doubs)
- 19/03/2001 - 20/06/2002 : maire de Morteau (Doubs)
- depuis le 20/06/2002 : adjoint au maire de Morteau, Doubs
- 18/06/2002 - 20/06/2012 : député de la 5e circonscription du Doubs (réélu dès le premier tour en 2007)
- Président de la communauté de communes du Val de Morteau